# Felix Graf von Luckner

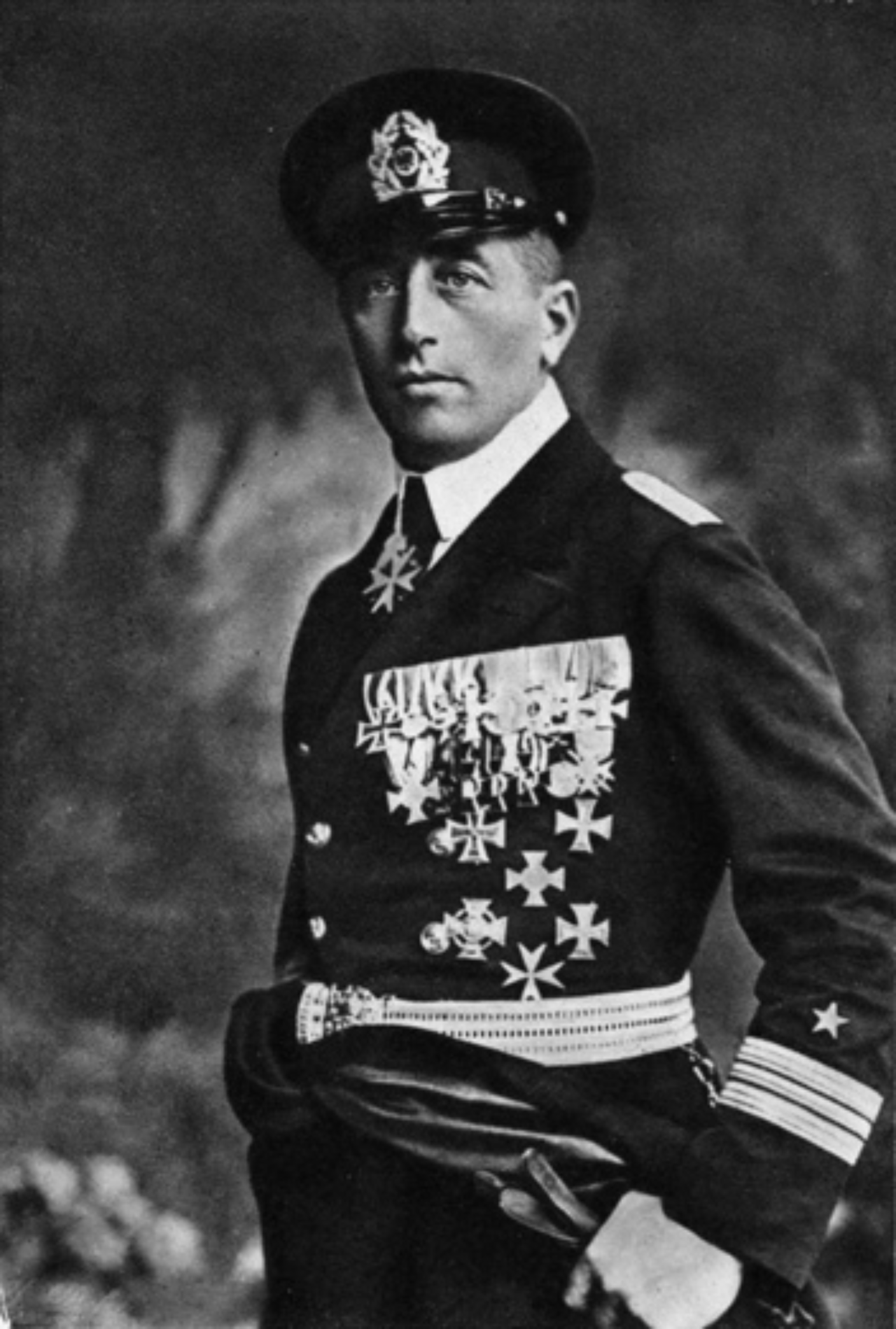
Felix Graf von Luckner, als Kapitänleutnant der Reichsmarine (1921/22)

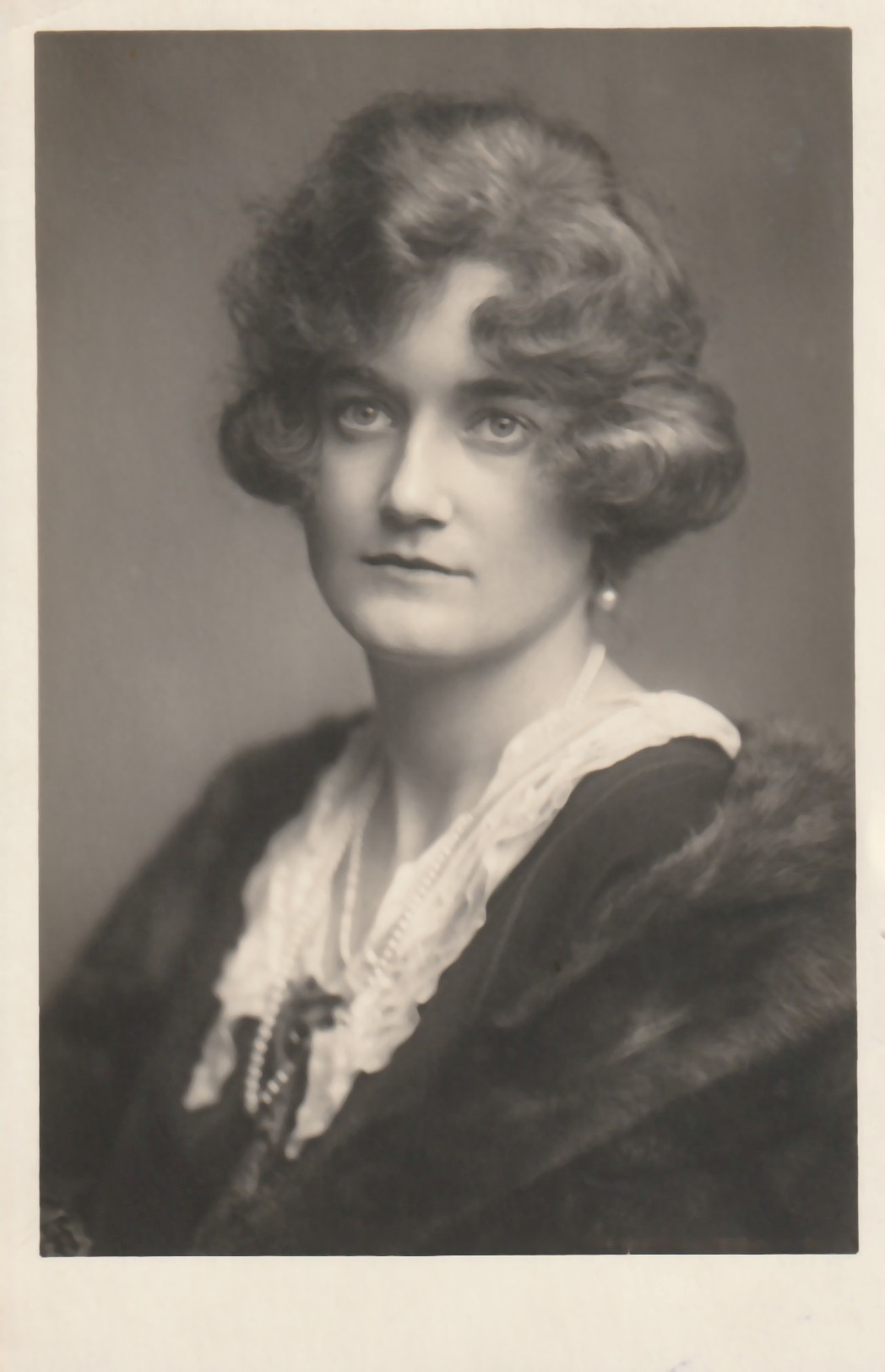
Fan-Fotokarte Ingeborg von Luckner

Felix Nikolaus Alexander Georg Graf von Luckner (* 9. Juni 1881 in Dresden; † 13. April 1966 in Malmö) war ein deutscher Seeoffizier, Kommandant des Hilfskreuzers Seeadler im Ersten Weltkrieg und Schriftsteller.

## Herkunft, Ausbildung und Ehen
Luckner entstammt dem Geschlecht der Grafen von Luckner. Sein Vater war der in Plön geborene königlich-preußische Leutnant Heinrich Ludwig Wilhelm Georg Graf von Luckner, seine Mutter dessen zweite Ehefrau Marie, geborene Lüdicke aus dem sachsen-anhaltischen Hettstedt nahe Halle (Saale).
Luckner wurde in Dresden geboren und wuchs auf dem nahegelegenen Gut Pennrich auf. Er besuchte von 1887 bis 1890 eine Volksschule und von 1890 bis 1895 das Annen-Gymnasium in Dresden.
Luckner entlief, nachdem er zweimal sitzengeblieben war, als vierzehnjähriger Jugendlicher von Zuhause und heuerte als Schiffsjunge auf dem russischen Segler Niobe, unter dem Mädchennamen seiner Mutter „Phylax Lüdecke“, an. Luckners Vater hatte für seinen Sohn eine militärische Karriere geplant und seinem Sohn das Versprechen abgenommen, dass er als Leutnant in die Offizierslaufbahn eintreten würde. Luckner ging daher zur Heilsarmee, um dort einen – wenn auch nicht militärischen – Leutnant-Dienstgrad zu erwerben. Danach war er als Leuchtturmwächtergehilfe tätig und bereiste später Australien und die USA, wo er verschiedene Gelegenheitsjobs annahm. 1903 erwarb er an der Navigationsschule Lübeck das Steuermannspatent und fuhr für ein Jahr als III. Offizier. 1904–1905 diente er als Einjährig-Freiwilliger in der Kaiserlichen Marine und war ab 1906 als IV. Offizier bei der Hapag angestellt. 1907 erlangte er das Kapitänspatent auf der Navigationsschule in Papenburg und war bis 1910 weiterhin bei der Hapag, zuletzt als II. Offizier, angestellt.
In erster Ehe war Luckner mit der Hamburgerin Petra Schultz verheiratet. Die Ehe wurde am 24. November 1914 geschieden. Zehn Jahre später, am 24. September 1924, heirateten in Malmö Felix Luckner und die Schwedin Ingeborg Engeström, die am 7. Januar 1973 71-jährig in Hamburg verstarb.

## Der „Seeteufel“

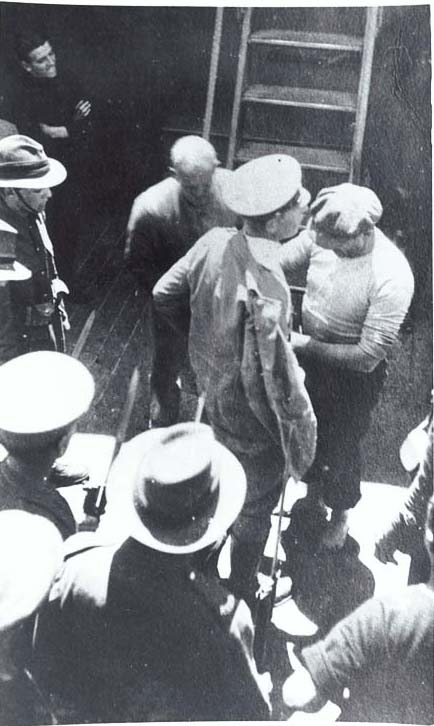
Leibesvisitation bei Luckner nach seiner Wiederergreifung durch die USS Iris

Luckner wurde 1910 vom damaligen Oberbefehlshaber der Marine Prinz Heinrich als Leutnant zur See in den aktiven Dienst übernommen, 1911 zum Oberleutnant zur See und 1915 zum Kapitänleutnant befördert.
Im Ersten Weltkrieg nahm er ab 1916 zunächst als Artillerieoffizier auf dem Linienschiff Kronprinz an der Skagerrakschlacht teil und wurde später bekannt als Kommandant des Hilfskreuzers Seeadler, mit der die britische Seeblockade durchbrochen wurde. Hierzu wurde das Schiff als norwegischer Frachter getarnt. In seinem im Mai 1920 erschienenen Buch Seeteufel beschreibt er das Aufbringen feindlicher Schiffe im Zeitraum von Dezember 1916 bis Dezember 1917.
Am 2. August 1917 lief die Seeadler infolge einer seemännischen Unachtsamkeit, und nachdem der Anker keinen Halt gefunden hatte, auf ein Riff vor dem südpazifischen, zu den Gesellschaftsinseln gehörenden Atoll Mopelia (16° 53′ S, 153° 55′ W). Luckner verbreitete später die Falschbehauptung, eine durch ein Seebeben ausgelöste Welle habe das unbewachte Schiff auf das Riff geworfen und zerstört. Diese Behauptungen wurden schon 1917 vom Zealand Herald und 1918 von The Wide World Magazine bezweifelt. Sie wurden später durch das persönliche Tagebuch des Chefingenieurs Krause und durch das Kriegstagebuch der Seeadler widerlegt.
Nach dem Schiffbruch verließ Luckner am 23. August 1917 zusammen mit Leutnant Carl Kircheiß und vier weiteren Seeleuten Mopelia mit einem Motorboot, bevor alle sechs nach dem Diebstahl eines Kutters der Einheimischen vor Wakaya von zwei Polizisten und mehreren Einheimischen festgenommen wurden. Alle sechs wurden auf der Insel Motuihe im neuseeländischen Hauraki Gulf gefangengesetzt. Am 13. Dezember 1917 gelang ihnen die Flucht auf dem gekaperten Motorboot Pearl des Inselkommandanten. Sie enterten den Schoner Moa, wurden jedoch bereits am 21. Dezember 1917 rund 900 km von Motuihe entfernt durch die Besatzung des Dampfers Iris bei der Macauleyinsel wieder gefangen genommen. Luckner wurde nach Motuihe zurücktransportiert. Im Juli 1919 wurde er aus der Kriegsgefangenschaft entlassen.

## Zwischenkriegszeit

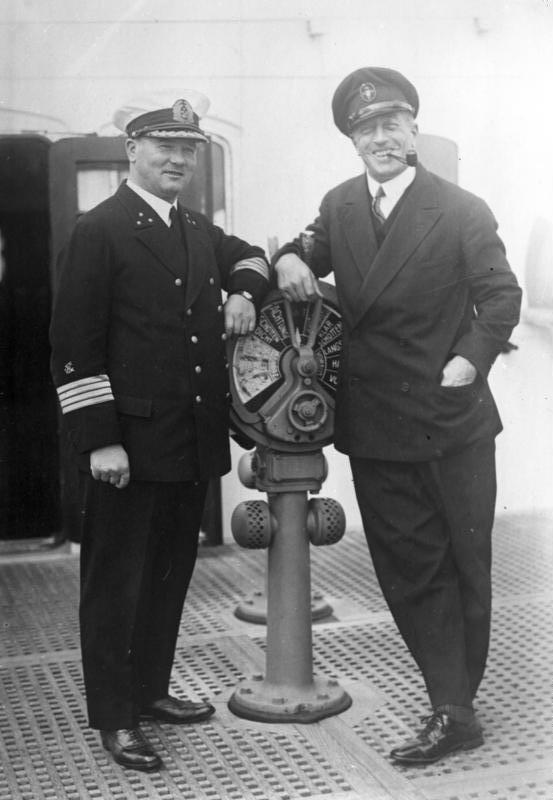
Leopold Ziegenbein und Luckner (rechts) bei seiner Ankunft in Bremen, 1930

Vom März bis September 1921 war Luckner im Rang eines Kapitänleutnants Kommandant des Ausbildungsschiffs Niobe. In dieser Zeit wurde Kritik an seiner Führung laut. Seine eigenmächtige Teilnahme mit dem Schiff an kommerziellen Filmaufnahmen sowie der Zeitaufwand für seine privaten Vorträge nahmen so viel Zeit in Anspruch, dass ihm die Reichsmarineleitung nahelegte, den Dienst zu quittieren. Luckner verließ nach der Beförderung zum Korvettenkapitän zum 1. Juni 1922 die Reichsmarine.
Am 21. Mai 1921 wurde Luckner Mitglied der Freimaurerloge Zur goldenen Kugel (Große Landesloge) in Hamburg.
1922 spielte er in dem Film Mabel und ihre Freier der Vera-Filmwerke AG unter seinem Pseudonym Phylax Lüdecke einen Kommandanten.
Unter seinem Namen erschienen nach Kriegsende mehrere Bücher. Allerdings bediente er sich einiger Ghostwriter, darunter Carl Kircheiß, und nur zum Teil entstammen die Texte seiner Feder.
1925 wurde in Vorbereitung weltweiter Vortragsreisen der Verein Graf von Luckner Weltumseglung gegründet. Dieser erwarb einen im Jahre 1919 an der Westküste Nordamerikas gebauten Viermastgaffelschoner der (später in Vaterland umbenannt) für die Fahrt auf der Norderwerft in Hamburg ausgebaut und unter anderem für eine Musterschau deutscher Waren im Ausland vorbereitet wurde. Nachdem die Besatzung zusammengestellt worden war, lief die Vaterland am 19. September 1926 von Bremen zur geplanten Weltumsegelung aus. Die Vaterland erreichte am 22. Oktober 1926 New York, am 27. Oktober 1926 wurde Luckner in der Stadt empfangen. Nach zwei Jahren in den USA, wo er erfolgreich Vorträge hielt, kehrte Luckner 1928 nach Deutschland zurück, ohne die Weltreise zu vollenden.
Kapitän der Vaterland war der Kap Hoornier Adolf Coltzau (1875–1950) aus Delve. Er war Kapitän der Caesarea, auf der Luckner in seiner Lehrzeit als Leichtmatrose gefahren war. In der Phase des Schiffskaufs waren sie sich im Hamburger Hafen begegnet.
Luckner hielt ab 1926 eine Vielzahl von Vorträgen in den Vereinigten Staaten. Dabei nutzte er seine internationale Popularität und wollte die US-Amerikaner von den „wahren deutschen Patrioten“ überzeugen. Luckners Behauptung, dass er unter anderem in San Francisco zum Ehrenbürger der Stadt ernannt wurde, ist unwahr.
Luckner gab 1933 ein Buch über Julius Lauterbach heraus, der im Ersten Weltkrieg Prisenoffizier der Emden und eine ebenso illustre Figur wie Luckner war.

## Nationalsozialismus

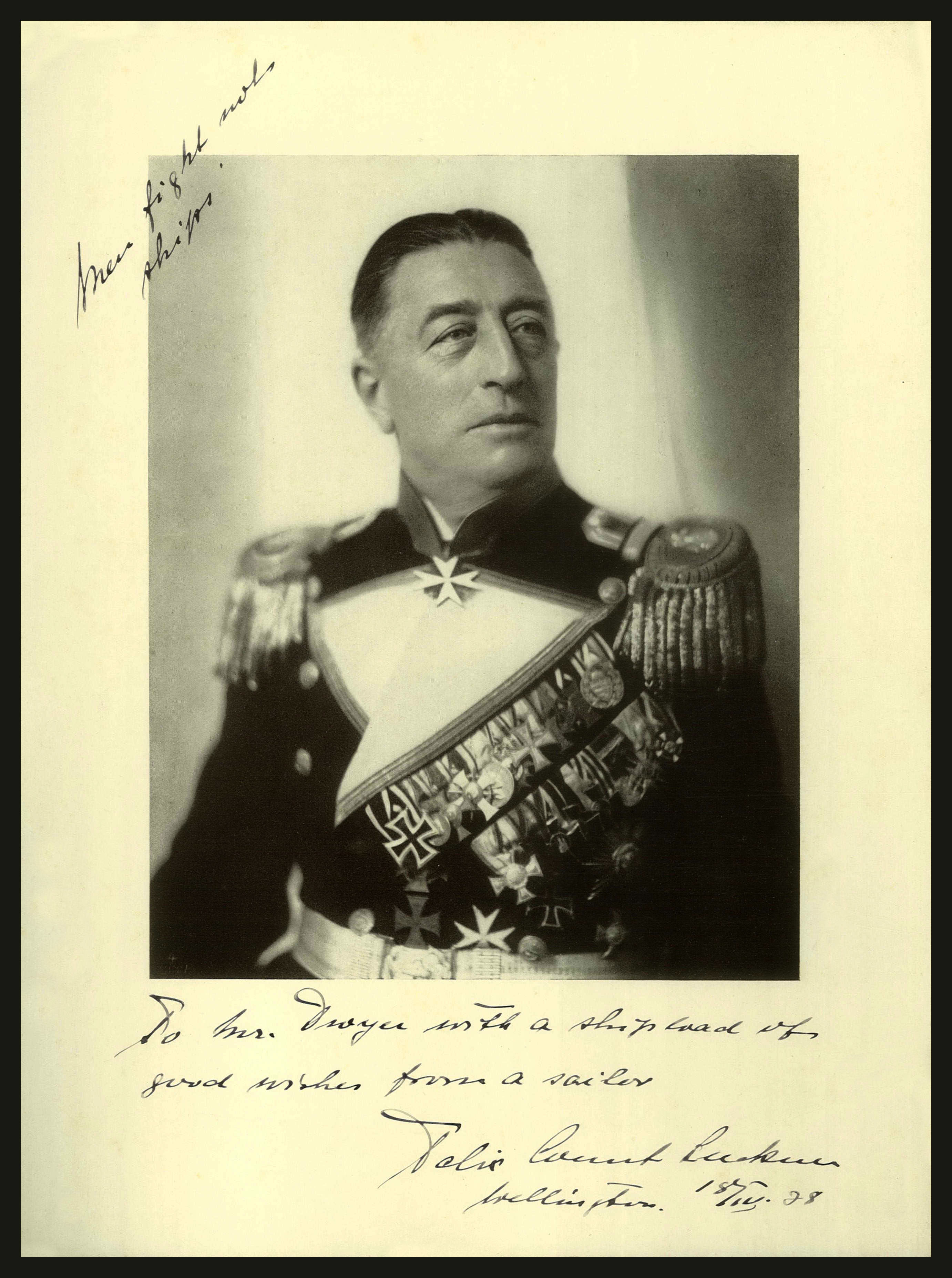
Graf Luckner 1938 (Widmungsseite aus dem „Seeteufel“)

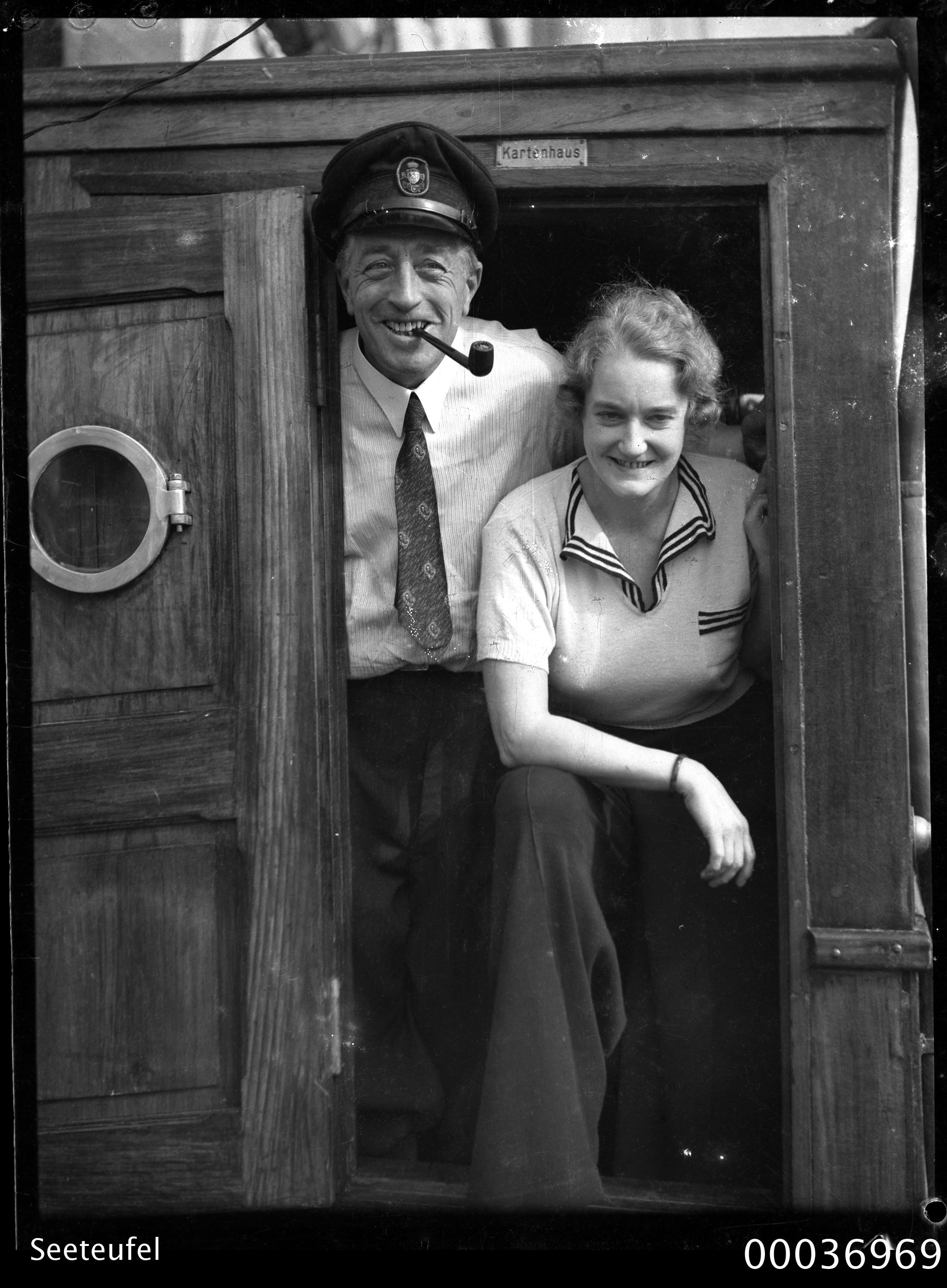
Luckner mit Ingeborg von Luckner (1938)

Luckner kehrte im Juni 1933 in das nationalsozialistische Deutschland zurück. Da er auf verschiedene US-amerikanische Ehrungen nicht verzichten wollte, wurde ihm die Erlaubnis, Vorträge zu halten, entzogen und sein Dienstgrad Korvettenkapitän aberkannt. Nachdem die Vaterland 1935 ausgebrannt war, erwarb er das 1912 gebaute Frachtschiff Edelgard und taufte es in Seeteufel um.
Luckner passte später sein Verhalten den politischen Gegebenheiten an. Propagandavorträge für die Politik Adolf Hitlers, Zusammenarbeit mit den NS-Machthabern, das Hofierenlassen durch die NSDAP-Prominenz sowie Verbindungen zu einflussreichsten Funktionären des Hitler-Regimes charakterisieren Luckners Verhalten zwischen Juni 1933 und April 1945. Die Saale-Zeitung zitierte Luckner bspw. am 12. April 1937: er segele „hinaus, als alter Soldat zu kämpfen für unser neues deutsches Vaterland, gegen Lüge und jüdische Propaganda“. In Briefen an seine Mutter und Tante von 1937 bis 1939 begrüßt er ausdrücklich die Politik des NS-Regimes und Adolf Hitlers gegen die jüdische Bevölkerung: „Wenn ich Juden habe gelernt zu hassen, so war das hier. Es ist die Seuche, welche alles Edles zerstört. Das Mißtrauen gegen uns in der Welt ist um der Judentätigkeit. Wir sind viel zu milde, gegen diese Giftbande.“ […] „Mancher in Deutschland mag noch Mitleid haben für die Juden, aber diese sollten heraus kommen in die Welt, dann werden sie weinen und werden der Bewegung [NSDAP] auf den Knien danken für die Bekämpfung dieser Pest.“
Trotzdem soll Luckner laut einigen Aussagen weder überzeugter Nationalsozialist gewesen sein, noch trat er der NSDAP bei. Das hinderte ihn jedoch nicht daran, bei seinem Besuch in Australien im Jahr 1938 nur zwei Monate nach dem Österreichischen Anschluss an Deutschland für eine Allianz zwischen Großbritannien und Deutschland zu werben und die ehemaligen deutschen Kolonien zurückzufordern. Wie zuvor schon in Neuseeland wurde er bei diesem Australienbesuch unterschiedlich empfangen. In Sydney gab es am 6. Juni 1938 bei seiner Lesung große Proteste, in Queensland wurde er wenige Wochen später meist freundlich empfangen.
Historiker kommen zu dem Schluss, dass Luckner entgegen seiner Behauptungen zu keiner Zeit ein Gegner des NS-Regimes war. Eine Distanzierung vom NS-Regime ist „mehr als fraglich“.

## Kriegsende in Halle (Saale)
Die folgenden Schilderungen über die Rolle Luckners in den letzten Kriegstagen in Halle basieren auf einem wissenschaftlichen Gutachten, das 2005 im Auftrag der Stadt Halle erstellt wurde.
Im April 1945 drohten die US-Amerikaner mit der massiven Bombardierung Halles für den Fall, dass sich die Stadt nicht ergeben würde.
Der Kampfkommandant von Halle Generalleutnant Anton Rathke wurde durch zahlreiche Militärs und zivile Offizielle dazu gedrängt, seine Truppen zurückzuziehen. Schließlich konnte er durch den Standortältesten der Lazarette Carl Moritz Seeland mit einem Plan zur „Scheinverteidigung Halles“ überzeugt werden, seine Truppen, entgegen einem ausdrücklichen Führerbefehl, die Stadt „bis zum Letzten“ zu verteidigen, zumindest teilweise nach Süden zurückzuziehen.
Noch vor dem Teilrückzug übten der Chef der Schutzpolizei, Oberst Max Baltersee, ein Chemiker der Universität Halle Theodor Lieser, der Chefarzt des Elisabethkrankenhauses Walther Hülse, der Standortältesten der Lazarette Carl Moritz Seeland sowie Luckner, der am 10. April 1945 zum Chef des städtischen Sicherheitsdienstes ernannt worden war, Druck auf Oberbürgermeister Weidemann aus, Kontakt mit den Amerikanern aufzunehmen, um diese über den Teilrückzug zu unterrichten.
In Begleitung des damaligen Majors Karl Huhold fuhr Luckner am 16. April 1945 zu General Terry de la Mesa Allen, Kommandeur der 104. US-Infanteriedivision, die Halle erstürmen sollte, und verhandelte zusammen mit Huhold um eine friedliche Übergabe der Stadt. Die Fahrt zu den US-Amerikanern erfolgte nicht, wie Luckner später immer wieder behauptete, aus eigenem Antrieb, sondern auf Bitten Weidemanns.
Durch starken Alkoholgenuss war Luckner bei diesem Treffen mit General Allen in seiner Wahrnehmungs- und Urteilsfähigkeit stark beeinträchtigt, so dass eine Vereinbarung mit den US-Amerikanern beinahe leichtfertig verspielt worden wäre. Huhold berichtete später, er habe „vorläufig […] nur ein Ziel [gehabt], so schnell wie möglich zum Kampfkommandanten zu kommen und keine weitere kostbare Zeit zu verlieren. Der Graf verkannte nur zu sehr den Ernst der Lage und sah alles in rosigsten Licht.“ Auch nach dem Treffen mit General Allen bestand Luckner zunächst darauf, bei Bekannten auf einen Schnaps einzukehren, unterbrach die weitere Rückfahrt zu Generalleutnant Rathke mehrmals, um Gespräche mit Passanten zu führen, seine Mutter zu informieren oder beim Oberbürgermeister Weidemann in der Moritzburg Ansprachen zu halten.
Seiner eigentlichen Aufgabe, den Kampfkommandanten Generalleutnant Rathke über das Verhandlungsergebnis zu informieren, konnte der stark alkoholisierte Luckner nicht mehr nachkommen. Übernommen wurde dies nach Luckners Eintreffen in der Moritzburg durch Polizeipräsident Rheins, Oberst Baltersee und den Chefarzt des Elisabethkrankenhauses Walther Hülse, die auch eine Räumung der halleschen Altstadt durchsetzen konnten. Insgesamt sei laut Huhold aufgrund des Verhaltens Luckners mehr als eine Stunde vergangen, bevor Generalleutnant Rathke über das Verhandlungsergebnis informiert werden konnte. Nachdem Rathke informiert war, begann er in der Nacht zum 17. April 1945 mit einem Teilrückzug nach Süden und schloss diesen am 19. April 1945 ab, mit dem endgültigen Rückzug seiner etwa 600 Soldaten.
Bereits etwa eintausend startbereite alliierte Bomber blieben nach den erfolgreichen Verhandlungen und dem Rückzug der deutschen Verteidiger am Boden, und eine größere Zerstörung der Stadt konnte abgewendet werden.
Luckners Aussagen wie beispielsweise „zehntausende von Frauen mit ihren Kindern“ seien vor seinem Haus erschienen „mit der flehentlichen Bitte, den deutschen General zu beeinflussen, den Kampf einzustellen“, und seine Darstellung als Retter der Stadt sind laut Historikern unglaubwürdig, weil sie typisches Seemannsgarn mit Übertreibungen, Halb- und Unwahrheiten seien. Weitere Berichte aus den letzten 60 Jahren seien aufgrund persönlicher Eitelkeiten, unkritischer Traditionspflege oder ideologischer Vorbehalte oftmals verzerrt und mitunter schlicht wahrheitswidrig. Mitverantwortlich war auch ein Frontberichterstatter und Newsweek-Korrespondent, der eine Story konstruierte, die Luckner als hauptverantwortlichen Retter von Halle darstellte. Andere an der Rettung Beteiligte zeigten sich später verwundert und empört über die Berichterstattung und die spätere egoistische Vereinnahmung des Verdienstes an der Rettung Halles durch Luckner.
Luckner hat laut Historikern zwar an entscheidender Stelle einen wichtigen Beitrag geleistet, um Halle vor der Zerstörung zu retten, er war aber nur einer von vielen weiteren Beteiligten und von ihm ging keinerlei eigene Initiative zur Rettung der Stadt aus.
Als die US-amerikanischen Truppen später wieder abzogen und die Stadt an die Rote Armee übergaben, ging Luckner in den Westen, wo er weiter Vorträge hielt und Bücher veröffentlichte.
Luckners Beitrag bei der Übergabe Halles reichte dem Stadtrat nicht, um eine Straße nach Luckner zu benennen. Derartige Anträge wurden im Stadtrat immer wieder abgelehnt, auch mit der Begründung seiner Nähe zum NS-Regime und seiner pädophilen Neigungen.

## Nachkriegszeit

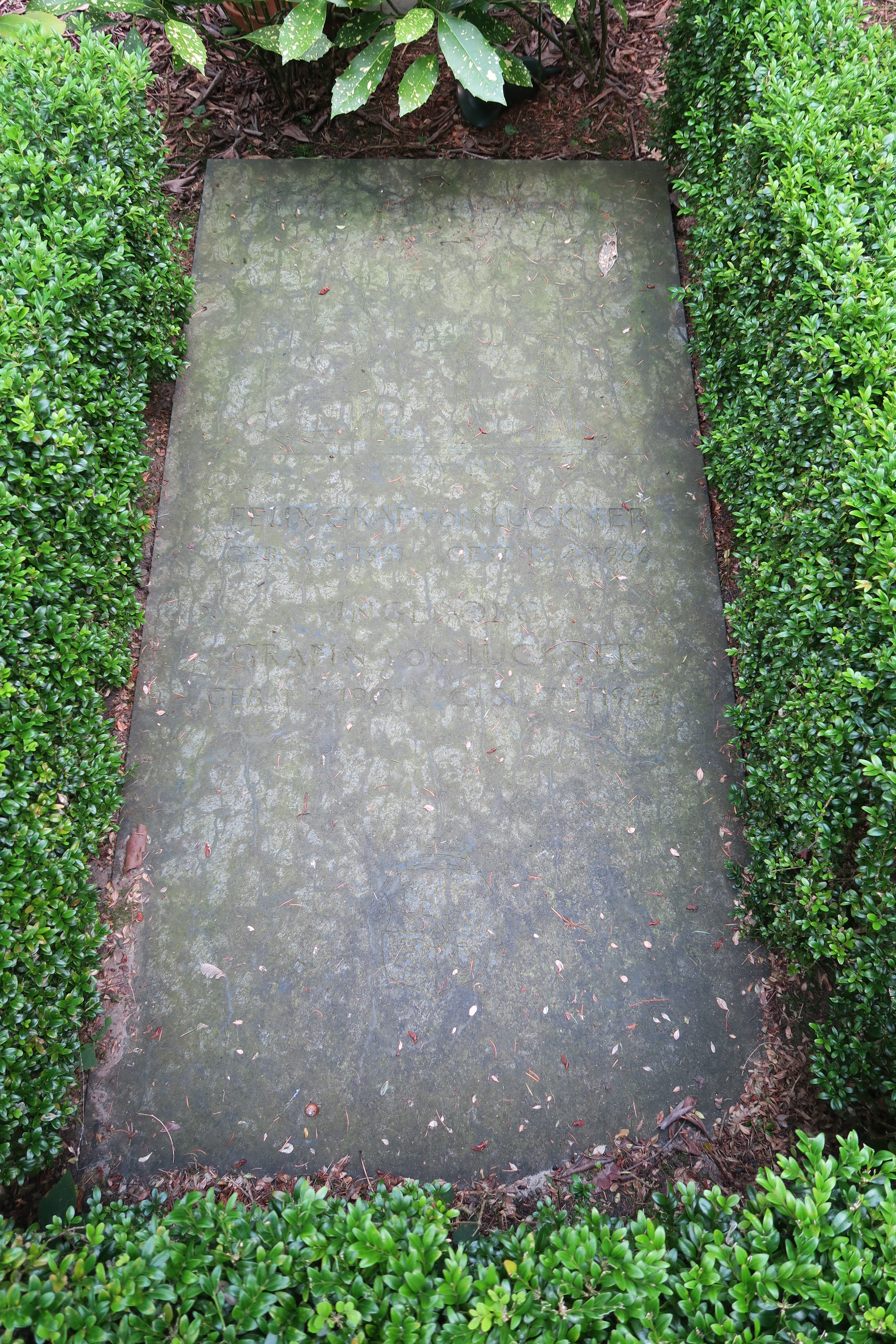
Grab von Felix Graf von Luckner und Ingeborg Gräfin von Luckner auf dem Friedhof Ohlsdorf

Im Jahr 1955 behauptete Luckner, eine Jüdin vor der Deportation in ein Vernichtungslager gerettet zu haben. Die Betroffene, Rosalie Janson, hat dies in einem Brief an Luckner im Jahr 1951 bestätigt. Luckners eigene Darstellung der Begebenheit enthält jedoch so viele Widersprüche, dass sie nicht als Quelle herangezogen werden kann. Die Historiker Alexander Sperk und Daniel Bohse schlussfolgern in ihrem Gutachten, dass sich die Geschichte, wie Luckner sie beschrieb, nicht zugetragen hat.
Bemühungen von Luckners Nachlassverwalter im Jahre 1998, Luckner auf Grund seiner Behauptungen postum die Auszeichnung „Gerechter unter den Völkern“ zu verleihen, scheiterten, da auch der Prüfungskommission von Yad Vashem die Beweislage nicht genügte.
Seine Memoiren erreichten in den USA Auflagen von mehreren Millionen. Die US-Amerikaner verliehen dem schon vom Deutschen Reich hoch dekorierten Deutschen mehr als hundert Ehrentitel. Graf von Luckner starb im April 1966 in Malmö, wo er mit seiner schwedischen Frau Ingeborg Engeström gelebt hatte. Er wurde auf dem Ohlsdorfer Friedhof in Hamburg nahe dem Nordteich direkt am Stillen Weg im Planquadrat AB 13 beigesetzt. Jugendliche Mitglieder seines Hamburger Segelclubs, die Alsterpiraten, stellten die Ehrenwache. Eine Abordnung der Bundesmarine nahm ebenfalls an der Beisetzung teil.
Luckner war Ehrenmitglied des Nerother Wandervogels.

## Missbrauch Minderjähriger
Im Jahr 1939 musste sich Luckner vor einem „Sonderehrengericht des Führers“ verantworten. Ihm wurden unter anderem Inzest mit seiner Tochter aus erster Ehe und der Missbrauch zweier minderjähriger Mädchen (8 und 11 Jahre alt) vorgeworfen. Luckner gestand, dass er mit seiner Tochter Geschlechtsverkehr hatte, ebenso unsittliches Vergehen an den damals acht- und elfjährigen Töchtern seines Rechtsanwalts, eine Verurteilung blieb jedoch aus. Der vollständige Abschlussbericht des NS-Gerichtes ist überliefert und öffentlich zugänglich. Danach sei in den beiden Anklagepunkten „Blutschande“ und „Unzucht mit Minderjährigen“ der Schuldbeweis erbracht. Bei Luckner handele es sich um einen „… Menschen, der, wenn er Versuchungen ausgesetzt ist, zu schwach ist, um seiner triebhaften Veranlagung wirklich ernsthaften Widerstand entgegenzusetzen“. Der Vorsitzende des Sonderehrengerichts konstatierte: „In den entscheidenden Punkten hat Graf von Luckner die Richtigkeit der gegen ihn erhobenen Beschuldigungen zugeben müssen. Die Glaubwürdigkeit seines eigenen Geständnisses wird durch die Aussagen der Zeugen und durch andere Beweismittel erhärtet.“
Laut einem wissenschaftlichen Gutachten, das bereits 2005 von den Historikern Alexander Sperk und Daniel Bohse für die Stadt Halle angefertigt wurde, gehen die Anschuldigungen wegen unsittlichen Verhaltens nicht unmittelbar auf die politischen Umstände des Dritten Reiches zurück, was von einigen Kritikern der Missbrauchsthese immer wieder angeführt wurde.
Während den Anschuldigungen aus der NS-Zeit, Luckner hätte sich des sexuellen Missbrauchs schuldig gemacht, viele Jahrzehnte kaum Beachtung geschenkt und die Anklagen teilweise relativiert wurden, änderte sich dies aufgrund eines 2024 veröffentlichten weiteren Gutachtens. Dieses Gutachten mit neueren wissenschaftlichen Aufarbeitungen und Bewertungen, wie auch bereits ein Gutachten, das die Stadt Halle 2005 beauftragt hatte (und das zu ähnlichen Schlüssen kam, wie dies schon in Würzburg der Fall war), das Gerichtsverfahren von 1939 und auch Luckners dokumentierte Geständnisse belasten Luckner schwer.

## Auszeichnungen und Ehrungen
Noch während des Ersten Weltkriegs gab die Kaiserliche Marine das Hilfsschiff Graf Luckner in Auftrag, das jedoch erst nach Kriegsende an die Vorläufige Reichsmarine abgeliefert wurde.
Luckner war Mitglied im 1937 in St. Malo gegründeten A.I.C.H. und damit Kap-Hoornier.
Er wurde nach dem Krieg zum Ehrenoberst der 104. US-Division „Timberwolves“ ernannt.
Theodor Heuss verlieh Luckner 1953 das Große Verdienstkreuz der Bundesrepublik Deutschland. Dies war nur deshalb möglich, weil die zwiespältige Haltung Luckners in der NS-Zeit und seine angeblichen sittlichen Vergehen zu dieser Zeit in der Öffentlichkeit nicht bekannt waren. Erst mit Erscheinen des Buches von Norbert von Frankenstein „Wahrheit und Legende“ im Jahre 1997 kamen diese Seiten aus Luckners Leben erstmals ans Licht. Pikant ist zudem, dass die Auszeichnung auf die Initiative der Managerin von Luckner, Dorothea Schneider-Lindemann, erfolgte. Schneider-Lindemann war seit den 1930er Jahren mit Theodor Heuss und vor allem dessen Ehefrau Elly Heuss-Knapp befreundet. Beide Familien wohnten in Berlin-Lichterfelde jahrelang in direkter Nachbarschaft (Kamillenstraße/Limonenstraße), und dadurch, dass Heuss-Knapp in der Werbe-Branche tätig war, ergab sich häufig die Gelegenheit zur Zusammenarbeit.
Luckner wurde 1956 von Eugene McDonald für den Friedensnobelpreis vorgeschlagen. Da der Unternehmer aber kein Vorschlagsrecht hatte, wurde der Vorschlag vom Nobelpreiskomitee nicht berücksichtigt.
Walter Heyer komponierte ihm zu Ehren den Seeteufel-Graf-Luckner-Marsch.
Postum
Anlässlich seines 125. Geburtstages würdigte die Deutsche Post Luckner mit der Herausgabe einer Sonderganzsache. In Halle an der Saale und in Kiel gab es dazu am 8. Juni 2006 Sonderstempel. Am selben Tage veröffentlichte die Graf-Luckner-Gesellschaft eine limitierte Gedenkmedaille mit dem Konterfei des Grafen.
Die Errichtung einer offiziellen Gedenktafel in Halle (Saale) wurde vom Stadtrat kontrovers und mehrfach diskutiert. Mitglieder des Stadtrats führten 2010 unter anderem an, dass im Hinblick auf die Vorwürfe des sexuellen Missbrauchs durch Luckner an seiner eigenen Tochter, die Ehrung eines solchen Mannes eine Verhöhnung der Opfer sei. Im Ergebnis wurde 2012 eine offizielle Gedenktafel der Stadt Halle „Retter der Stadt“ an der Südfassade des Roten Turms in Erinnerung an alle Beteiligten der friedlichen Befreiung von Halle 1945 angebracht ohne den Namen Luckners oder anderer Beteiligter zu nennen. Einige Wochen später wurde auf Initiative der FDP, als Gegenentwurf zur Gedenkstafel der Stadt, eine weitere Gedenktafel errichtet, die mit privaten Spenden realisiert wurde und namentlich Huhold, Hülse, Lieser, Luckner und Weins ehrt.

## Weiteres

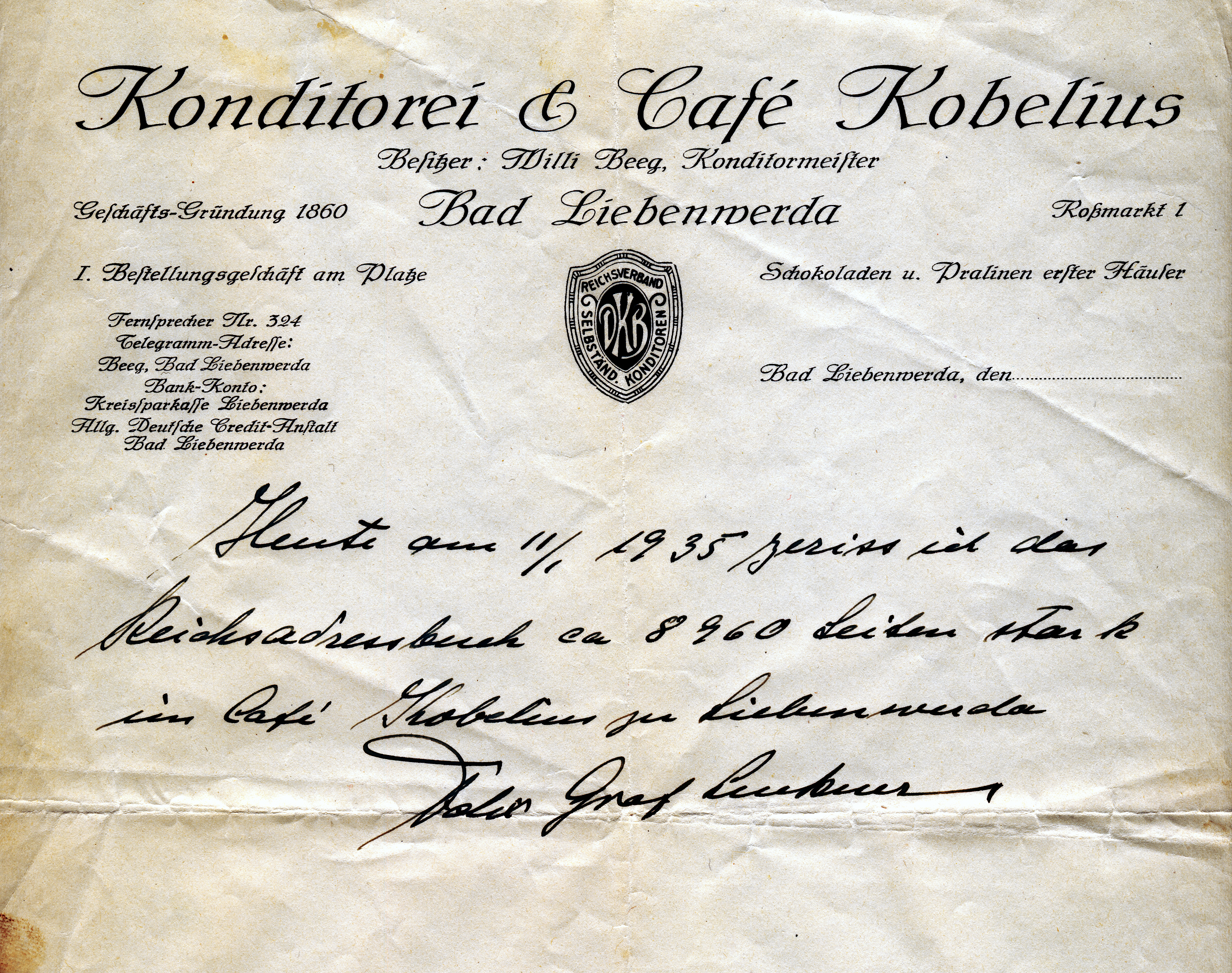
Felix Graf von Luckner bestätigt, dass er am 11. Januar 1935 ein Reichsadressbuch mit etwa 896 Seiten im Café Kobelius in Bad Liebenwerda zerrissen hat.

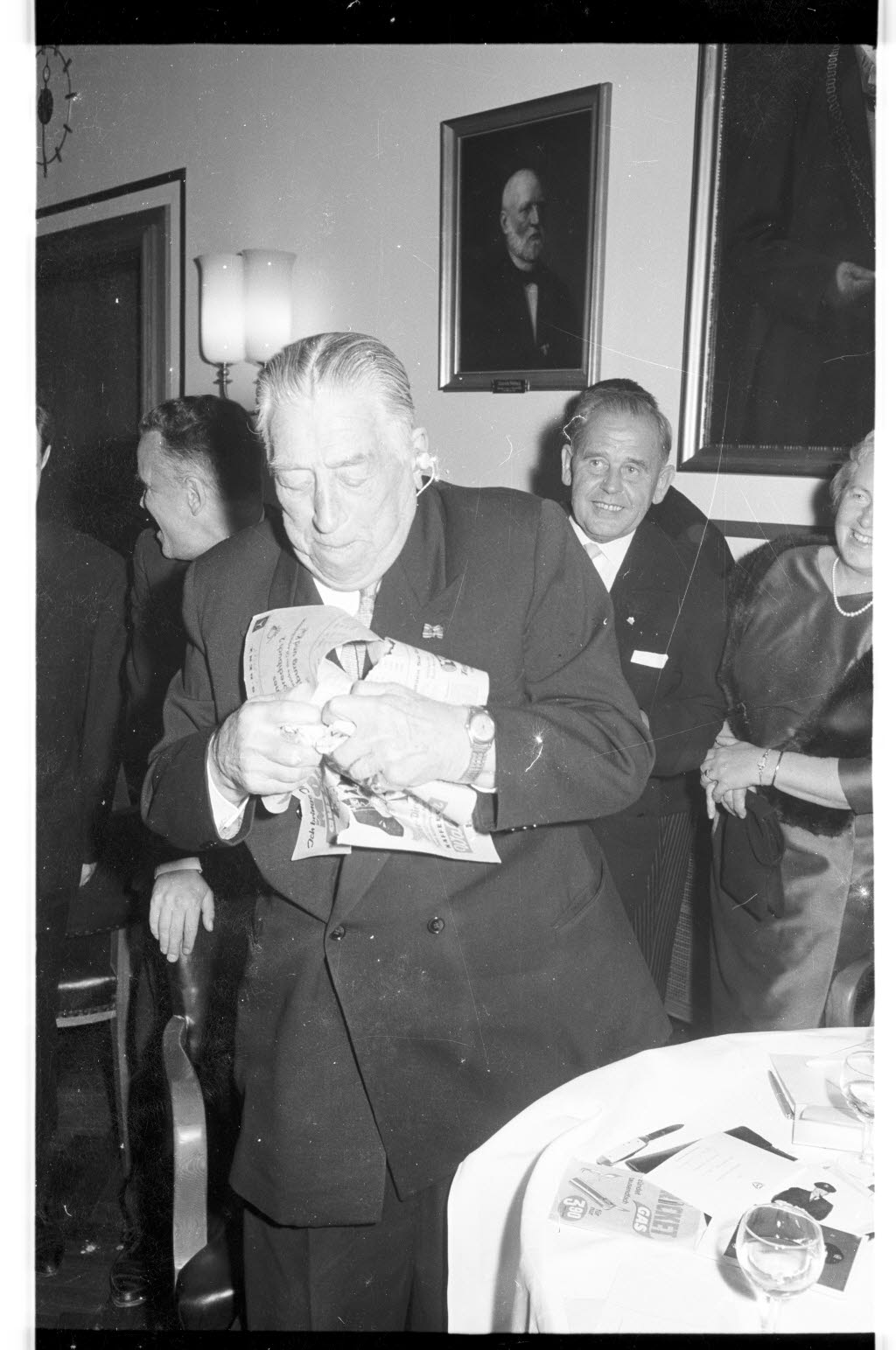
Felix Graf von Luckner zerreißt ein Kieler Telefonbuch (1964).

Graf von Luckner war bekannt dafür, bei seinen Auftritten Telefonbücher zu zerreißen und Münzen zu zerdrücken. Um seine Handkräfte weiter zu stärken, konsultierte er bereits 1906 den Trainer für Kraftsport Theodor Siebert (1866–1961) in dessen Körperschule in Alsleben (Saale).
Luckner gehörte der Burschenschaft Normannia zu Heidelberg, der Burschenschaft Rugia Hannover und der Burschenschaft Cheruscia Königsberg, der späteren Bonner Burschenschaft Germania, an. Er war auch Mitglied der Burschenschaft Alsatia Braunschweig und Ehrenmitglied der Burschenschaft Rhenania Halle und der Landsmannschaft Hasso-Guestfalia Marburg.
1960 wurde Luckner zum Ehrenmitglied in der Farger Schützengesellschaft in Bremen ernannt.

## Rezeption

### Rückgängigmachung von Benennungen nach Luckner
Aufgrund des Missbrauchs minderjähriger Mädchen und seiner eigenen Tochter stand seit längerer Zeit eine Umbenennung des Würzburger Graf-Luckner-Weihers im Raum. Die Würzburger „AG Straßenbenennung“ empfahl im Mai 2024 die Umbenennung des Weihers wegen der genannten Übergriffe. Im Mai 2024 wurde vom Würzburger Stadtrat die Umbenennung in „Sander-Weiher“ beschlossen und die Umbenennung am 30. September 2024 offiziell vollzogen. Zur Umbenennung wurde ebenfalls eine Gedenktafel für Luckner entfernt. In der Begründung für die Umbenennung führt der Stadtrat an, dass „die Person Graf Luckner nach den neueren wissenschaftlichen Aufarbeitungen und Bewertungen der Datenlage nicht (mehr) die notwendigen Voraussetzungen erfüllt, um diesen Namen im kommemorativen Zusammenhang zur Ehrung / Erinnerung mit einer Benennung im öffentlichen Raum zu erhalten. Das in Aufzeichnungen überlieferte Verhalten von Felix Graf von Luckner legt mit nicht anzuzweifelnder Sicherheit nahe, dass er sich wiederholt durch Sexualstraftaten an Minderjährigen schuldig gemacht hatte.“
Bereits 2015 hat die Stadt Wedel den Graf-Luckner-Weg umbenannt und 2023 wurde die Graf-Luckner-Straße in Weidenau wegen Kontroversen um den Missbrauch Minderjähriger durch Luckner umbenannt.
In Papenburg und Barßel wurde 2023 eine Umbenennung beantragt. Der Ausschuss für Kultur in Papenburg hat sich Anfang 2024 zunächst gegen eine Umbenennung entschieden, behält sich aber eine Neubewertung vor, sollte es zukünftig neue Erkenntnisse geben. Im Gemeinderat von Barßel gibt es Überlegungen ob die Graf-Luckner-Straße in Elisabethfehn umbenannt werden soll, das Ergebnis ist noch offen. Es kann laut Bürgermeister ein Antrag aus der Politik dazu gestellt werden.

### Felix Graf von Luckner Gesellschaft
In Halle (Saale) wurde am 29. März 2004 die „Felix Graf von Luckner Gesellschaft e. V.“ gegründet. Der Verein führt das Graf-Luckner-Museum in der Bernburger Straße in Halle. Er plant seit mehr als 10 Jahren ein Denkmal für Luckner zu errichten, was bis 2024 nicht umgesetzt wurde.
Zur Erstellung eines wissenschaftlichen Gutachtens zur Einschätzung der Person Felix Graf von Luckner für die Stadt Halle wurden auch relevante Unterlagen des Vereins angefordert, die von Wolfgang Seilkopf, Vorstandsmitglied und sogenanntem Historiker des Vereins, den Gutachtern aber vorenthalten wurden.
Zu Umbenennungen von Luckner-Straßen vertritt der Verein bis heute die Ansicht, dass „wirkliche Verfehlungen“ Luckners, „die eine Umbenennung der Straße rechtfertigen würden, tatsächlich nicht bewiesen“ seien und ihm bspw. 1953 Bundesverdienstkreuz verliehen worden sei. Auf seiner Website bezeichnet der Verein die Missbrauchsvorwürfe gegen Luckner bis heute als Intrige und „als eine pure Verleumdung und schlichtweg nicht wahr“.
Der Autor Frank Willmann warf 2016 in diesem Zusammenhang in einer Annotation zum Buch Legende, Opportunist, Selbstdarsteller. Felix Graf Luckner und seine Zeit in Halle (Saale) 1919–1945, nicht explizit dem Verein, aber einer „emsigen Schar Lucknerfans“ aus Halle „geschichtsklitternde Maßnahmen“ vor.

### Film
- Graf Luckner. 39-episodige Fernsehserie, Deutschland und Frankreich 1971–1973.
- Die Piraten des Kaisers: Die legendäre Kaperfahrt der „Seeadler“ unter Felix Graf von Luckner. Doku-Drama, Deutschland 1999, 45 min, Regie: Jürgen Stumpfhaus.
- Graf Felix Luckner – Pirat des Kaiser & Retter von Halle. Doku-Drama, Deutschland 2008, 45 min, Regie: Lew Hohmann. Als Episode der Serie Geschichte Mitteldeutschlands wurde die Dokumentation 2008 unter dem Titel Felix Graf Luckner – Der Retter von Halle vom MDR ausgestrahlt.

## Werke
- Seeteufel. Abenteuer aus meinem Leben. Mit 133 Abbildungen und einer Karte. Koehler & Amelang, Leipzig.
  - Neuauflage: Seeteufel. Abenteuer aus meinem Leben. Koehlers Verlagsgesellschaft, Herford 2002, ISBN 3-7822-0803-X.
- Seeteufel erobert Amerika. Koehler & Amelang, Leipzig 1928.
- Ein Freibeuterleben. Wodni & Lindeke, Dresden 1938.
- Seeteufels Weltfahrt. C. Bertelsmann Verlag, Gütersloh 1951.
- Aus siebzig Lebensjahren. Koehler, Biberach/Riss 1955.
- Seeteufels Weltfahrt. Autobiographie. Ullstein, München 2003, ISBN 3-548-25768-2.